# Iván Salgado López
Iván Salgado López (Ourense, 29 maggio 1991) è uno scacchista spagnolo, Grande Maestro.

## Carriera
Grande Maestro dal 2008, ha vinto il Campionato Iberoamericano di scacchi nel 2012 e il Campionato spagnolo nel 2013. e nel 2017.
Ha inoltre vinto nel 2011 il Torneo Città di Barcellona, superando per tie-break Yasser Seirawan e nel 2017 il Torneo "Città di Bergamo".
Ha partecipato alla Coppa del Mondo di scacchi nelle edizioni 2011 e 2017, in entrambe le occasioni eliminato al primo turno (da Ernesto Inarkiev e da Baadur Jobava rispettivamente).

### Competizioni a squadre
È stato membro della squadra nazionale nelle Olimpiadi degli scacchi 2010, 2012 e 2014.
È stato anche parte della nazionale che ha partecipato ai Campionati europei 2009, 2011, 2013 e 2015.